# Weberella
Weberella is een geslacht van sponsdieren uit de klasse van de Demospongiae (gewone sponzen).

## Soorten
- Weberella bursa (Müller, 1806)
- Weberella namibiensis Samaai & Gibbons, 2005
- Weberella perlucida Austin, Ott, Reiswig, Romagosa & McDaniel, 2014
- Weberella verrucosa Vacelet, 1960